# Rue Émile-Zola (Suresnes)
Pour les articles homonymes, voir Rue Émile-Zola.
La rue Émile-Zola est une voie publique de la commune de Suresnes, dans le département français des Hauts-de-Seine.

## Situation et accès
Cette rue commerçante se trouve dans le bas de Suresnes, au sein du quartier historique. Elle est accessible en voiture par le boulevard Henri-Sellier, qui permet de rejoindre Paris, et en train par la gare de Suresnes-Longchamp.
Cette rue part de l'intersection de la place Henri-IV avec la rue du Mont-Valérien. Elle se dirige vers le sud-ouest, en suivant un trajet légèrement incurvé au sud, pour se terminer place du Général-Leclerc.

## Origine du nom
Elle porte le nom de l'écrivain français Émile Zola, né à Paris le 2 avril 1840 et décédé à Paris le 29 septembre 1902. À noter que sur la place voisine place voisine du Général-Leclerc est inaugurée en 1908 une statue de l'écrivain.

## Historique
Il s'agit de l'une des plus anciennes rues de Suresnes. La voie porte à l'origine le nom de rue D'En-Haut, par opposition à la rue D'En-Bas (actuelle rue des Bourets). Ces deux axes parallèles coincés entre le mont Valérien et la Seine marquent alors les limites ce « paisible village de cultivateurs et de vignerons » que le développement des transports au XIXe siècle (trains, routes, pont) participera à désenclaver,, permettant à Suresnes de s'urbaniser et de devenir une ville industrielle. Les nouvelles usines et logements ouvriers sont alors érigés à la place de propriétés bourgeoises et aristocratiques de l'Ancien Régime construites autour du village aux XVIIe – XVIIIe siècles, par des bourgeois et aristocrates parisiens en quête de lieux de villégiatures proches de la capitale.
Cette rue s'est ensuite appelée « rue du Moutier » (ancienne forme de monastère, parfois mal orthographiée rue Dumontier). Non loin, la « place du Moutier » en conserve encore le souvenir. La rue s'est par la suite appelée « rue de l'Église » car elle bordait l'église Saint-Leufroy (démolie en 1906). Sous l'Ancien Régime, la maison presbytérale donnait sur cette rue. L'historien de Suresnes René Sordes la décrit : « Une chambre et grenier au-dessus, et un accès place des Courqueux près du four banal, avec grenier et cellier dans la cour "le tout couvert de tuiles" ».

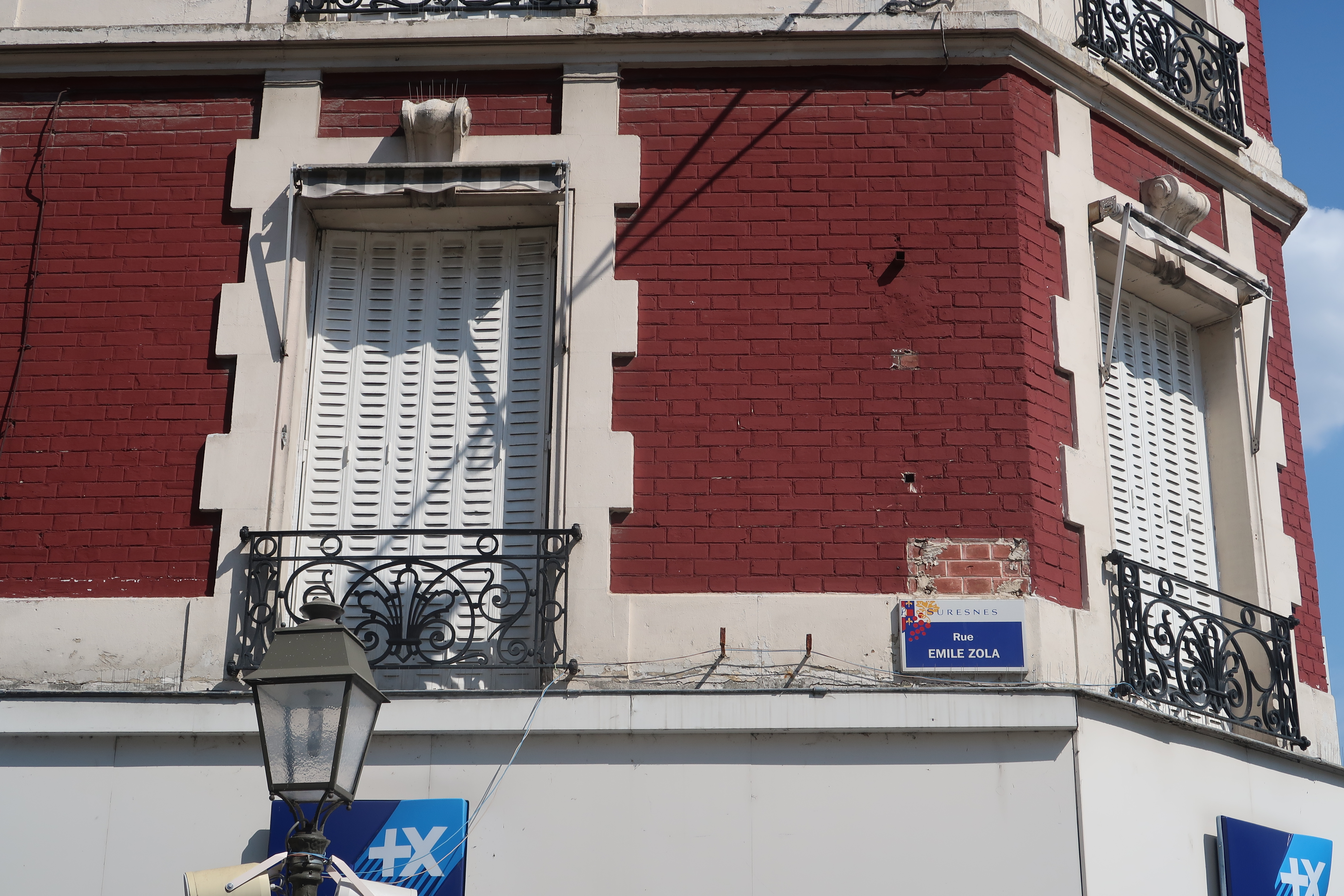
Plaque de la rue Émile-Zola.
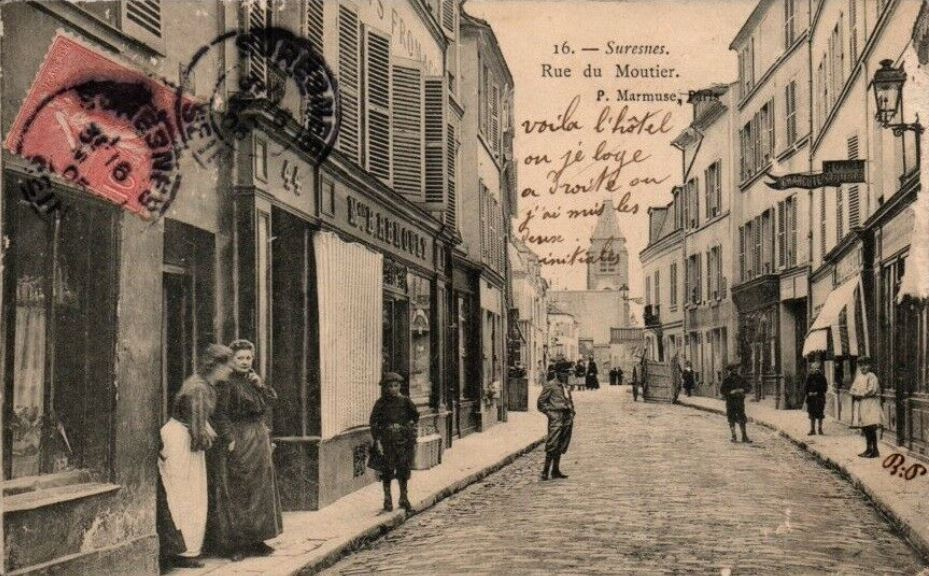
Photographie ancienne avec, en arrière-plan, l'église Saint-Leufroy.
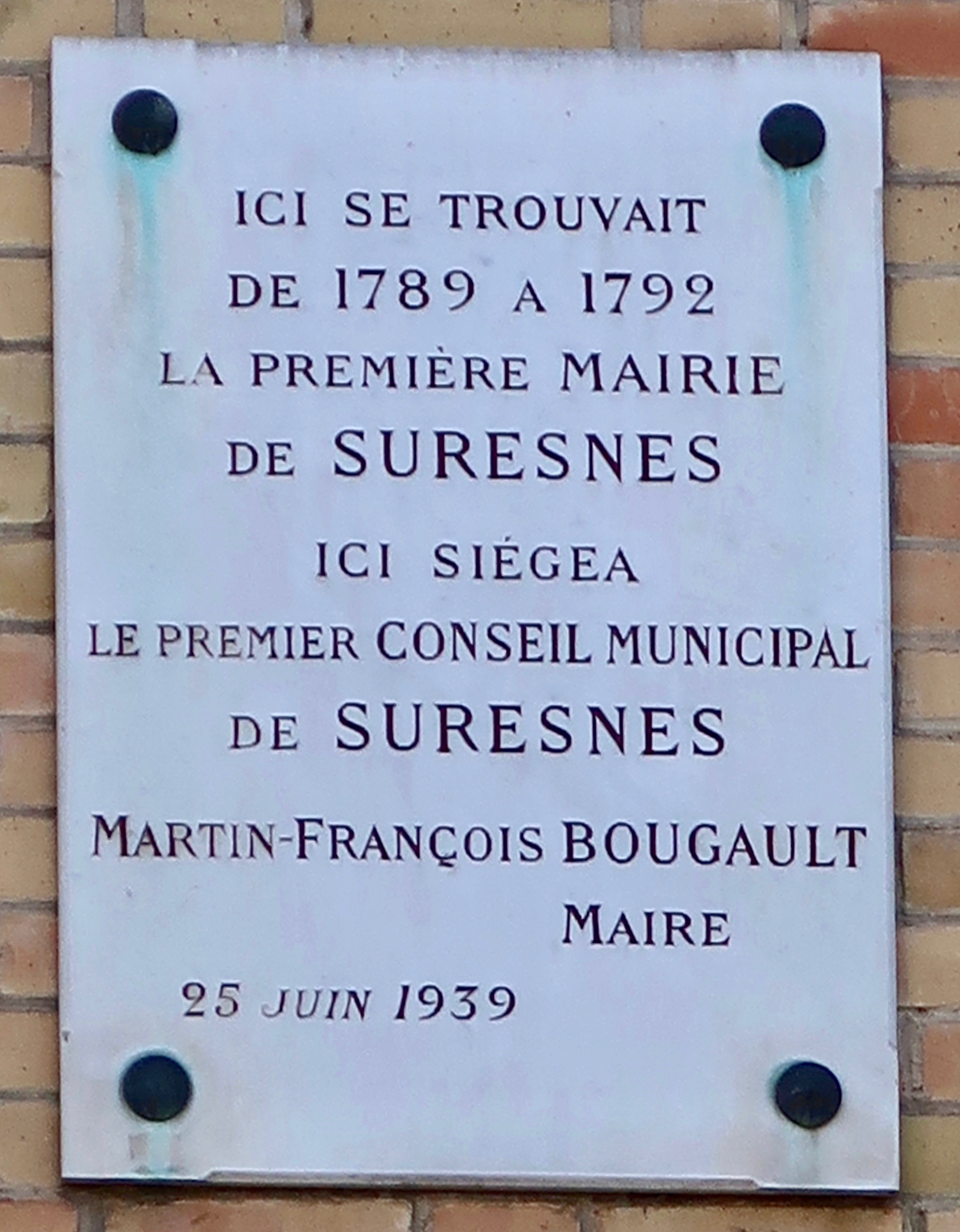
Plaque commémorative.

## Bâtiments remarquables et lieux de mémoire
À l'intersection de cette rue avec la place Henri-IV se trouvait le domicile du premier maire de Suresnes, Martin-François Bougault, transformé en mairie durant son mandat qui se déroule au début de la Révolution française, ; une plaque apposée en 1939 rend hommage au premier conseil municipal qui s'y tint. Entre 1855 et 1889, la mairie siège dans une autre maison de la rue, mais cette fois-ci à l'angle avec la rue Desbassayns-de-Richemont ; il s'agissait de l'ancienne résidence du père du savant Hippolyte Fizeau.